# Anders Jørgensen Reitan
Anders Jørgensen Reitan (Ålen, 26 juli 1826 – Christiania, 30 augustus 1872) was een Noors politicus, leraar en vernieuwer binnen het onderwijs. Hij was tevens muziekliefhebber, schrijver en actief in de Noorse taalstrijd.

## Leven
Hij werd geboren binnen het gezin van boer Jørgen Pedersen Reitan (1784-1863) en Kari Jonsdatter Kurås (1786-1860) . Zijn broer Jon Jørgensen Reitan (1822-1903) was eveneens politicus. Hijzelf huwde in 1851 Margrethe Gjerde (1829-1918, eveneens afkomstig uit een boerengezin) en het echtpaar kreeg zes kinderen: 
- Barbro Andersdatter Reitan (16 september 1851- ?)
- Maren Kristine Reitan (26 april 1855-2 februari 1935), huwde kerkzanger Ole Johnsen Hagen (overleden 1922)
- Elen (Ella of Elsa) Reitan (10 juni 1858-10 oktober 1936), lerares handarbeid aan hogeschool en huishoudster
- Karen Reitan (1 januari 1863-5 september 1949)
- Thora bergite Reitan (23 juni 1866 - 7 februari 1890
- Anna Margrete Reitan (17 oktober 1869 – 5 juni 1943, werd net als haar vader leraar
- pleegzoon Anders Haugen was afkomstig uit een eerdere relatie met Randi Larsdatter Kuras en werd door hen opgevoed.

Zijn inspirator op muziekgebied was Loms Jakup die in 1840 Ålen aandeed. Reitan probeerde toen zelf ook het vioolspel onder de knie te krijgen en begon ook religieuze gedichten te schrijven. Hij ging naar een lerarenopleiding in Klæbu, waaraan hij een aantal vrienden aan over zou houden. Een van de belangrijkste redenen om leraar te worden, was dat je vrijgesteld was van dienstplicht. Hij werd na het afronden van de studie in 1848 leraar in Horg (Melhus). In 1852 solliciteerde hij ook naar de functie van voorzanger; hij werd geweigerd omdat hij muzikant was. Echter het naburige Kvikne wilde hem wel als voorzanger hebben en hij verhuisde met zijn gezin naar dat dorp. Hij zou er niet meer voor lange tijd weggaan. Hij bleef onderwijzen en paste daarin een eigen techniek in. Hij was voorstander van ook school op zondag, en dat de school samen met het gezin voor het opvoedingsklimaat van het kind moest zijn. Hij probeerde binnen zijn onderwijs de verlichting toe te passen (Noorwegen was toen streng religieus). Zijn “claim to fame”  is zijn ontmoeting in 1856 met kroonprins Karel, later Karel XV van Zweden, die een reis maakte door Østerdalen. Niet veel later kwam schrijver Ivar Aasen op bezoek. In 1869 wilde hij samen met zijn broer ervoor zorgen dat de dan aan te leggen spoorlijn Oslo-Trondheim zijn dorp aandoet, echter tevergeefs. In 1870 richtte hij samen met zijn broer Jon een volkshogeschool op, die echter maar drie jaar bestond. In datzelfde jaar vertegenwoordigt hij Hedmark in de Storting, maar werd ziekelijk. Hij kreeg een staatstoelage om een reis naar Denemarken te ondernemen. In 1872 werd hij opgenomen in het Rikshospitalet, waar hij 30 augustus van dat jaar aan tuberculose overleed. Hij werd begraven in Oslo. Bjørnestjerne Bjørnson schreef daarvoor zijn gedicht Hans stor, milde øyne. In 1888 werd een monument op zijn graf opgericht. Hetzelfde gebeurde bij zijn geboorteboerderij in 1905.

## Werken
- Udvalg af Sange og Rim især til Brug i Almuskolerne. Med et Musikbilag, Arendal 1859 (2. opplag (med melodisamling av L. M. Lindeman) 1866)
- Afholds-Sange, Kristiansand 1863
- Salmer og Sange til Brug ved Skolelærer-Møder, 1863
- Fjeld-Ljom. Nogle Fristunds-Arbeider. (Med nogle Melodier af L. M. Lindeman), 1866 (2. utg. 1923)
- Jernbanen over Kvikne, Hamar 1869 (først trykt i Hamar Stiftstidende oktober 1867)
- Sang-Samling for Ungdommen, (posthumt) 1874

- Bibsys: 6076734
- KulturNav: 6e6dce5d-1dd7-4427-a705-abfc79a745a2
- Virtual International Authority File: 307208181